# 후쿠이 도시히코
후쿠이 도시히코(일본어: 福井 俊彦, 1935년 9월 7일~)는 일본의 은행가다.

## 생애
1935년 9월에 오사카부 오사카시에서 태어났다. 오테몬가쿠인 소학교, 오사카시립 히가시 중학교, 오사카부립 오테마에 고등학교를 거쳐 1957년 도쿄 대학 법학부를 졸업한 뒤 일본은행에 입행했다.
1977년 5월에 총무부 기획과장, 1980년 3월에 다카마쓰지점장, 1981년 8월 오사카지점 부지점장, 1983년 1월 총무국 차장, 1984년 5월 인사국 차장, 1985년 10월 조사통계국장, 1986년 9월 영업국장, 1989년 5월 총무국장을 거쳐 1989년 9월에 이사가 되었다. 1993년 9월에 이사에 유임되었다가 1994년 12월 부총재가 되었다.
이 무렵 일은 총재는 대장성 출신과 일은 출신이 번갈아가며 취임하는 것이 관행이었다. 당시 총재인 마쓰시타 야스오가 대장성 출신이었기에 다음은 일은에서 배출할 차례였고 부총재인 후쿠이가 사실상 차기 총재로 여겨지고 있었다. 하지만 1998년 초에 대장성 접대 부패 사건이 발생하면서 여론의 질타가 이어지자 1998년 3월 후쿠이는 총재와 함께 일은에서 퇴직해야 했다. 퇴직 후인 같은 해 11월 싱크탱크인 후지쓰의 이사장이 되었고 2001년 4월 경제동우회 부대표간사, 2002년 6월 깃코만 이사를 맡았다.
그런데 마쓰시타의 후임 총재인 하야미 마사루 때에 「일본은행법」 개정법이 시행되면서 일은의 독립성이 강화되었다. 이는 대장성 출신과 일은 출신이 번갈아가면서 일은 총재가 되는 관행을 폐기하는 데 일조했다. 이와 함께 입법부·행정부와의 조정 역할이 중요해지면서 후쿠이가 하야미의 후임 총재로 부상했다.
당초 정부는 일은 국제파의 에이스로 경제협력개발기구 사무부총장인 시게하라 구미하루를 유력하게 검토했으나 재계의 지지를 받던 후쿠이를 최종 낙점했다. 전 총리대신 미야자와 기이치도 후쿠이를 추천했기에 일각에서는 고이즈미가 시게하라에게 반감을 가진 기성 세력의 압력에 굴복했다는 비판도 나왔다.
후쿠이가 총재가 되었을 땐 하야미의 노선을 답습할 것이란 예상이 많았지만 후쿠이는 이런 예상을 깨고 금융 양적 완화를 보다 적극적으로 밀어붙였다. 그 결과 일본의 수출이 2004년부터 회복세로 접어들었지만 디플레이션 극복을 아직 요원했다.
2006년 3월부터 5년 동안 이어왔던 양적 완화를 폐기하고 7월에는 8년 동안 이어진 제로 금리 정책도 깨 단기유도금리를 0.25%로 올렸다. 이러한 금융 정책에 대해 회복세를 보이는 일본 경제에 찬물을 끼얹는 게 아닌가 하는 비판의 목소리도 있었다. 당시 관방장관이던 아베 신조도 훗날 "금융 정책이 오랫동안 잘못되어 있었다는 건 분명하다. 내가 관방장관이었을 때 고이즈미 준이치로 수상과 함께 후쿠이 도시히코 일은 총재에게 양적 완화의 해제는 시기상조니 해제하지 말아 달라고 부탁했는데도 해제해 버렸다"라며 비판했다.
후쿠이의 총재 임기는 2008년 3월로 끝날 예정이었기에 그 전에 후임 총재를 선임해야 했다. 일은 총재는 중의원과 참의원의 동의를 모두 받아야 하는데 2007년 참원선에서 야당인 민주당이 압승을 거둬 자유민주당이 과반을 점한 중의원과 달리 참의원은 민주당이 과반을 차지하고 있었다.
후쿠다 야스오 내각은 재무성 출신인 일은 부총재 무토 도시로를 총재 후보로 지명해 국회에 인사 동의안을 보냈다. 하지만 3월 12일 참의원에서 부결됐다. 6일 뒤 정부는 재무성 출신인 일본국제협력은행 총재 다나미 고지를 지명해 새로 인사 동의안을 송부했지만 다음 날에 또 참의원이 이를 부결했다. 그리고 그 날로 후쿠이의 총재 임기도 종료되었다. 이로써 신헌법 발효 이후 처음으로 부총재 시라카와 마사아키가 총재 직무대행 역할을 맡게 되었다. 이후 민주당이 지나치게 국정의 발목을 잡는다는 비판이 제기되자 총재가 공석이 된 지 20일이 지난 4월 9일에 정부가 부총재 시라카와에 대한 인사 동의안을 통과시키면서 비로소 공석 상태가 끝났다.
총재에서 물러난 후쿠이는 캐논글로벌전략연구소 이사장, 중앙방송프로그램심의회 위원, 일본증권업협회 이사, 신에쓰화학공업 고문, 깃코만 이사 등을 역임했다.
| 전임 하야미 마사루 | 제29대 일본은행 총재 2003년 3월 20일~2008년 3월 19일 | 후임 시라카와 마사아키 |